# 裘维蕃
裘维蕃（1912年5月15日—2000年9月18日），男，江苏无锡人，中国植物病理学家。

## 生平
1935年毕业于金陵大学植物病理学系。1948年获美国威斯康星大学研究院博士学位。曾任中国农业大学教授。1980年当选为中国科学院院士（学部委员）。
1986年6月，中国科学技术协会第三次全国代表大会在北京召开，选举产生第三届全国委员会。6月28日，第三届全国委员会第一次会议召开，推举其担任副主席。

## 家庭
兒子裘伯川，原北京市教育科学研究院基础教育研究中心生物教研室主任。女兒裘季燕，北京市农林科学院研究员